# Booz
Booz es un personaje bíblico que aparece en el libro de Rut, además de ser mencionado en el libro de Crónicas. Booz es quien se casa con Rut, quien engendró un hijo suyo, Obed, padre de Isai, y, por tanto, es 
bisabuelo de David. Es un hombre muy rico y poseedor de tierras, que permitió que Rut recogiera las gavillas de trigo que dejaban sus trabajadores; posteriormente aceptó tomarla como esposa y serían bisabuelos del rey David.
Su padre fue Salmón y su madre Raab. (Josué 2:1, 3; 6:17, 23, 25; Hebreos 11:31 y Santiago 2:25)
Este personaje inspiró uno de los poemas más célebres que aparece en La leyenda de los siglos, de Víctor Hugo: Booz dormido.